# Calmels-et-le-Viala
Pour les articles homonymes, voir Calmels et Viala.
Calmels-et-le-Viala est une commune française du sud de l'Aveyron, en région Occitanie.

## Géographie

### Localisation et communes limitrophes
La commune de Calmels-et-le-Viala se trouve au sud  du département de l'Aveyron, dans la petite région agricole des Monts de Lacaune.
Elle se situe à 75 km par la route de Rodez, préfecture du département, à 44 km de Millau, sous-préfecture, et à 15 km de Saint-Affrique, bureau centralisateur du canton de Saint-Affrique dont dépend la commune depuis 2015. La commune fait en outre partie du bassin de vie de Saint-Affrique.
Les communes les plus proches sont, : Saint-Izaire (4,1 km), Saint-Juéry (6,1 km), Rebourguil (6,7 km), Vabres-l'Abbaye (6,8 km), Broquiès (8,0 km), La Serre (8,8 km), Montclar (8,8 km), Les Costes-Gozon (8,9 km), Montlaur (9,9 km).
|              | Les Costes-Gozon    |                |
| Saint-Izaire | Calmels-et-le-Viala | Saint-Affrique |
| Saint-Juéry  | Vabres-l'Abbaye     |                |

### Généralités

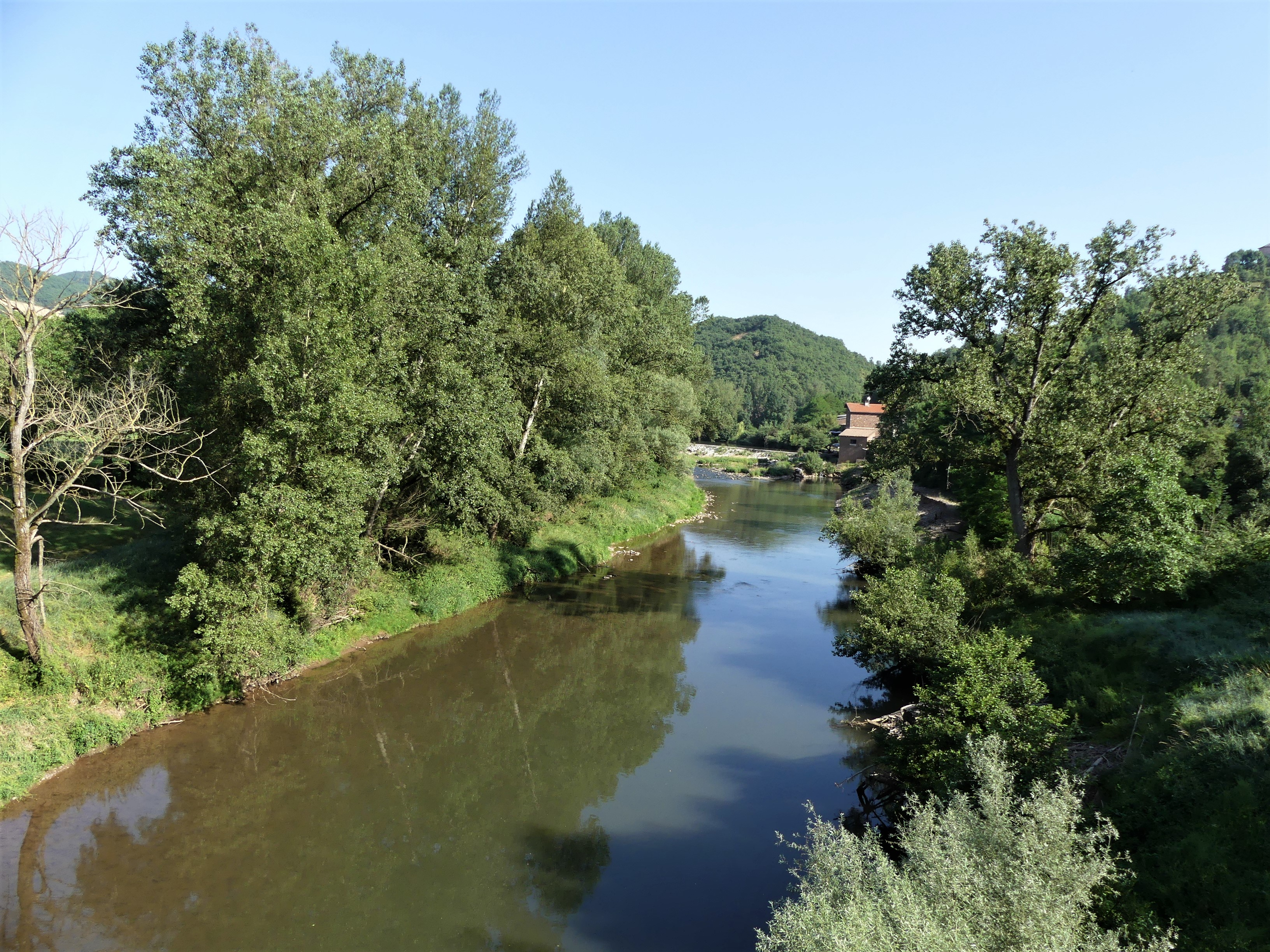
Le Dourdou en aval du Moulin de Soulayrol, au pont de la RD 632.

Dans la moitié sud du département de l'Aveyron, à l'intérieur du parc naturel régional des Grands Causses, au cœur du Rougier de Camarès, la commune de Calmels-et-le-Viala s'étend sur 23,20 km2. Elle est traversée du nord-est à l'ouest sur environ douze kilomètres par le Dourdou qui lui sert de limite territoriale en deux endroits distincts : au nord-est sur trois kilomètres et demi et à l'ouest sur 900 mètres. Elle est également bordée au nord sur près de deux kilomètres par le Len, un affluent du Dourdou, et au sud-ouest sur 600 mètres par le Gos, un affluent du Tarn.
L'altitude minimale, 269 mètres, se trouve localisée à l'extrême ouest, près du lieu-dit les Maurels, là où le Dourdou quitte la commune et entre sur celle de Saint-Izaire. L'altitude maximale avec 574 mètres est située à l'extrême sud-est, près du lieu-dit Roqueblanque, en limite de la commune de Vabres-l'Abbaye.
À 350 mètres d'altitude, sur un promontoire au-dessus du Dourdou et traversé par la route départementale (RD) 632, le bourg du Viala-du-Dourdou où est implantée la mairie est situé, en distances orthodromiques, onze kilomètres à l'ouest de Saint-Affrique.
La commune est également desservie par les RD 25 et 133.

### Hydrographie

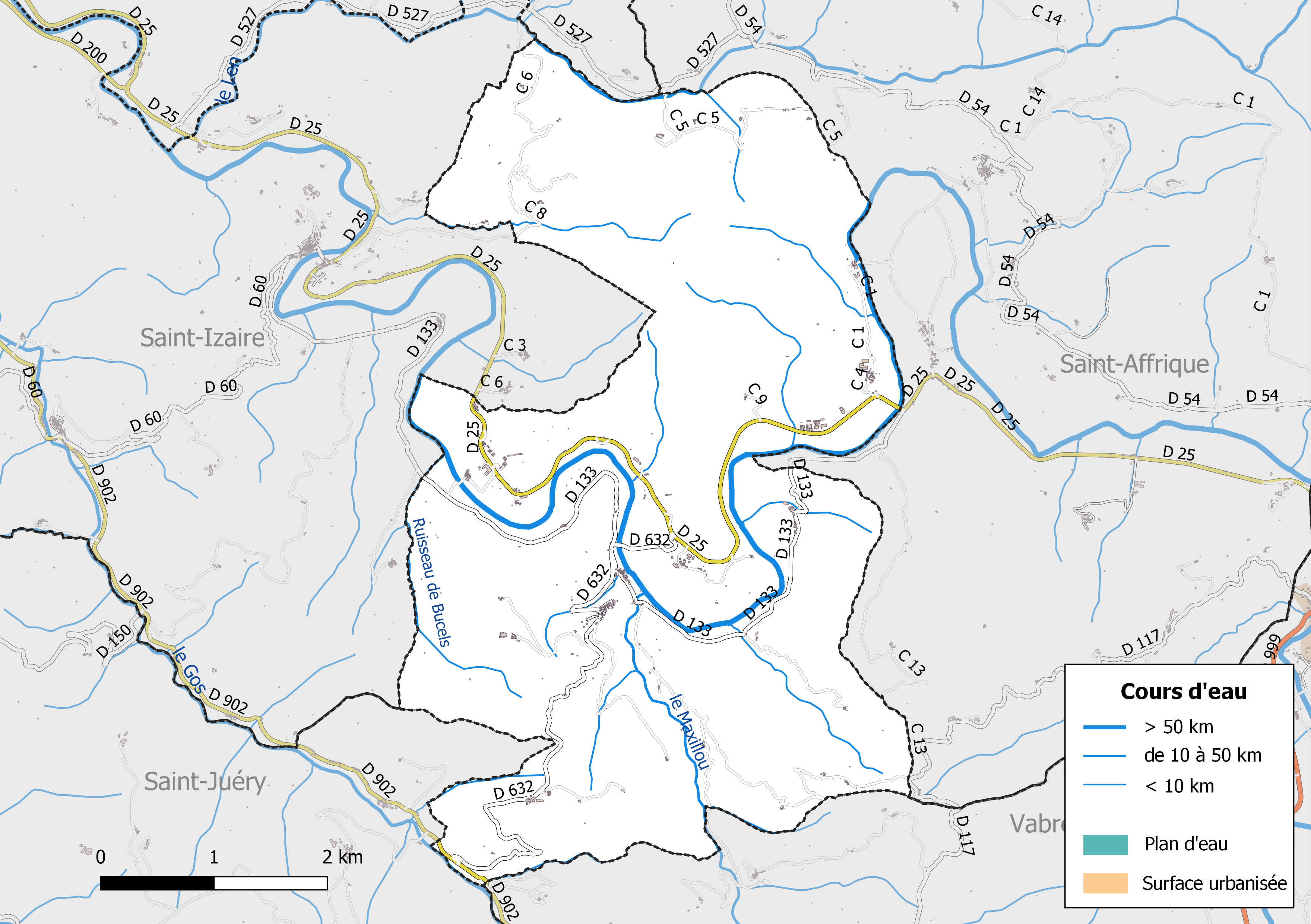
Réseaux hydrographique et routier de Calmels-et-le-Viala.

La commune est drainée par le Dourdou de Camarès, le Gos, le Len, le Maxillou, le ruisseau de Bucels et par divers petits cours d'eau.
Le Dourdou de Camarès, d'une longueur totale de 86,8 km, prend sa source dans la commune de Murat-sur-Vèbre (81) et se jette  dans le Tarn à Saint-Izaire, après avoir arrosé 13 communes.
Le Gos, d'une longueur totale de 19,2 km, prend sa source dans la commune de Rebourguil et se jette  dans le Tarn à Saint-Izaire, après avoir baigné 5 communes.
Le Len, d'une longueur totale de 16,8 km, prend sa source dans la commune de Saint-Affrique et se jette  dans le Dourdou de Camarès à Saint-Izaire, après avoir arrosé 5 communes.

### Climat
Pour des articles plus généraux, voir Climat de l'Occitanie et Climat de l'Aveyron.
En 2010, le climat de la commune est de type climat méditerranéen altéré, selon une étude s'appuyant sur une série de données couvrant la période 1971-2000. En 2020, Météo-France publie une typologie des climats de la France métropolitaine dans laquelle la commune est exposée à un climat de montagne et est dans la région climatique Sud-est du Massif Central, caractérisée par une pluviométrie annuelle de 1 000 à 1 500 mm, minimale en été, maximale en automne.
Pour la période 1971-2000, la température annuelle moyenne est de 12,7 °C, avec une amplitude thermique annuelle de 16,2 °C. Le cumul annuel moyen de précipitations est de 859 mm, avec 10,8 jours de précipitations en janvier et 5,9 jours en juillet. Pour la période 1991-2020, la température moyenne annuelle observée sur la station météorologique la plus proche, située sur la commune de Montlaur à 10 km à vol d'oiseau, est de 12,5 °C et le cumul annuel moyen de précipitations est de 705,4 mm,. Pour l'avenir, les paramètres climatiques de la commune estimés pour 2050 selon différents scénarios d'émission de gaz à effet de serre sont consultables sur un site dédié publié par Météo-France en novembre 2022.

### Milieux naturels et biodiversité

#### Espaces protégés
La protection réglementaire est le mode d’intervention le plus fort pour préserver des espaces naturels remarquables et leur biodiversité associée.
Dans ce cadre, la commune fait partie d'un espace protégé, le Parc naturel régional des Grands Causses, créé en 1995 et d'une superficie de 327 937 ha s'étend, de 2008 à 2019, sur 97 communes. Ce territoire rural habité, reconnu au niveau national pour sa forte valeur patrimoniale et paysagère, s’organise autour d’un projet concerté de développement durable, fondé sur la protection et la valorisation de son patrimoine,,.

#### Zones naturelles d'intérêt écologique, faunistique et floristique

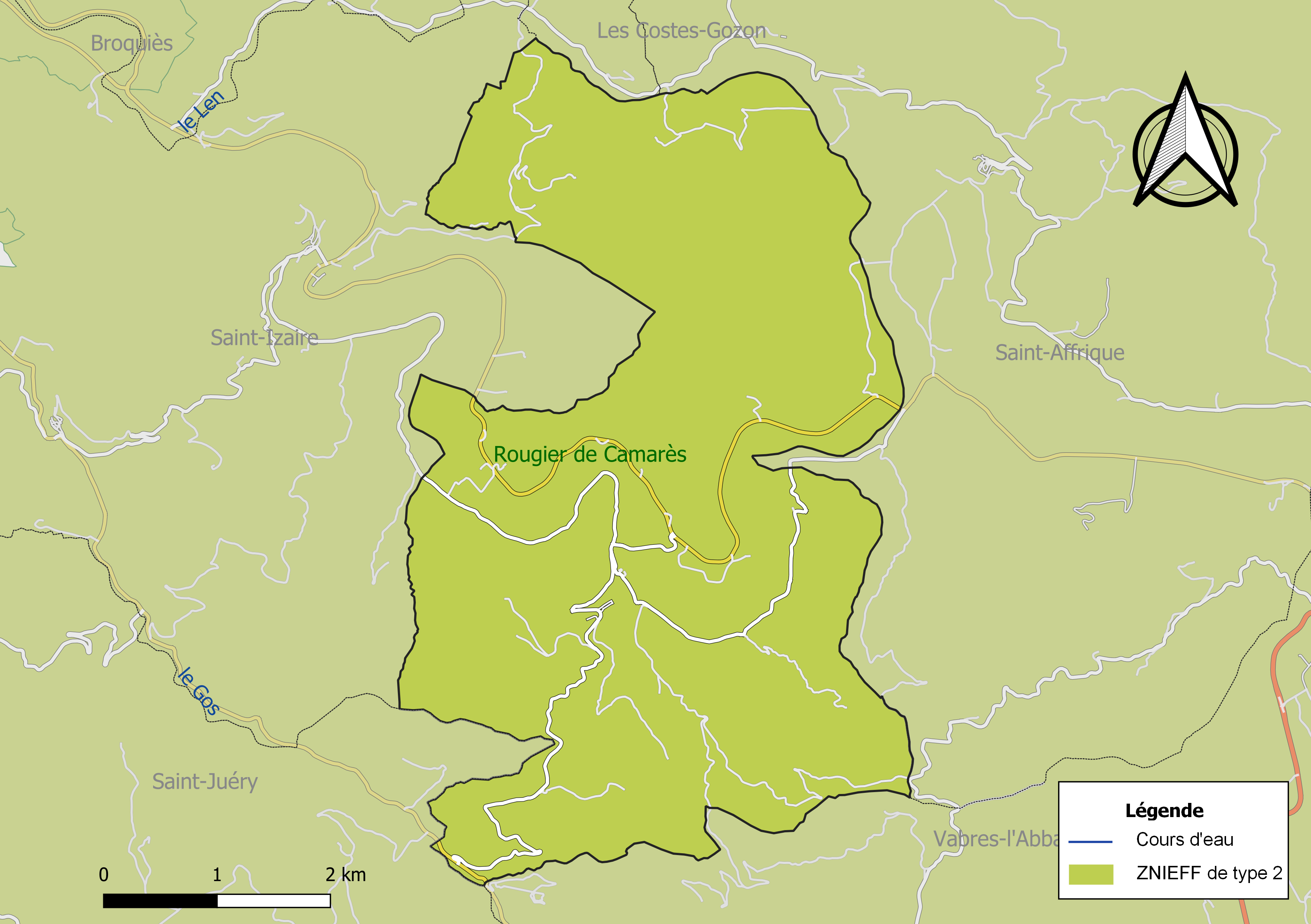
La commune est entièrement incluse dans le rougier de Camarès, ZNIEFF de type 2.

L’inventaire des zones naturelles d'intérêt écologique, faunistique et floristique (ZNIEFF) a pour objectif de réaliser une couverture des zones les plus intéressantes sur le plan écologique, essentiellement dans la perspective d’améliorer la connaissance du patrimoine naturel national et de fournir aux différents décideurs un outil d’aide à la prise en compte de l’environnement dans l’aménagement du territoire.
Le territoire communal de Calmels-et-le-Viala est entièrement inclus dans une ZNIEFF de type 2,, 
le « Rougier de Camarès » (56 714 ha), qui s'étend sur 33 communes dont 32 dans l'Aveyron et une dans l'Hérault.

## Urbanisme

### Typologie
Au 1er janvier 2024, Calmels-et-le-Viala est catégorisée commune rurale à habitat très dispersé, selon la nouvelle grille communale de densité à 7 niveaux définie par l'Insee en 2022.
Elle est située hors unité urbaine. Par ailleurs la commune fait partie de l'aire d'attraction de Saint-Affrique, dont elle est une commune de la couronne,. Cette aire, qui regroupe 16 communes, est catégorisée dans les aires de moins de 50 000 habitants,.

### Occupation des sols

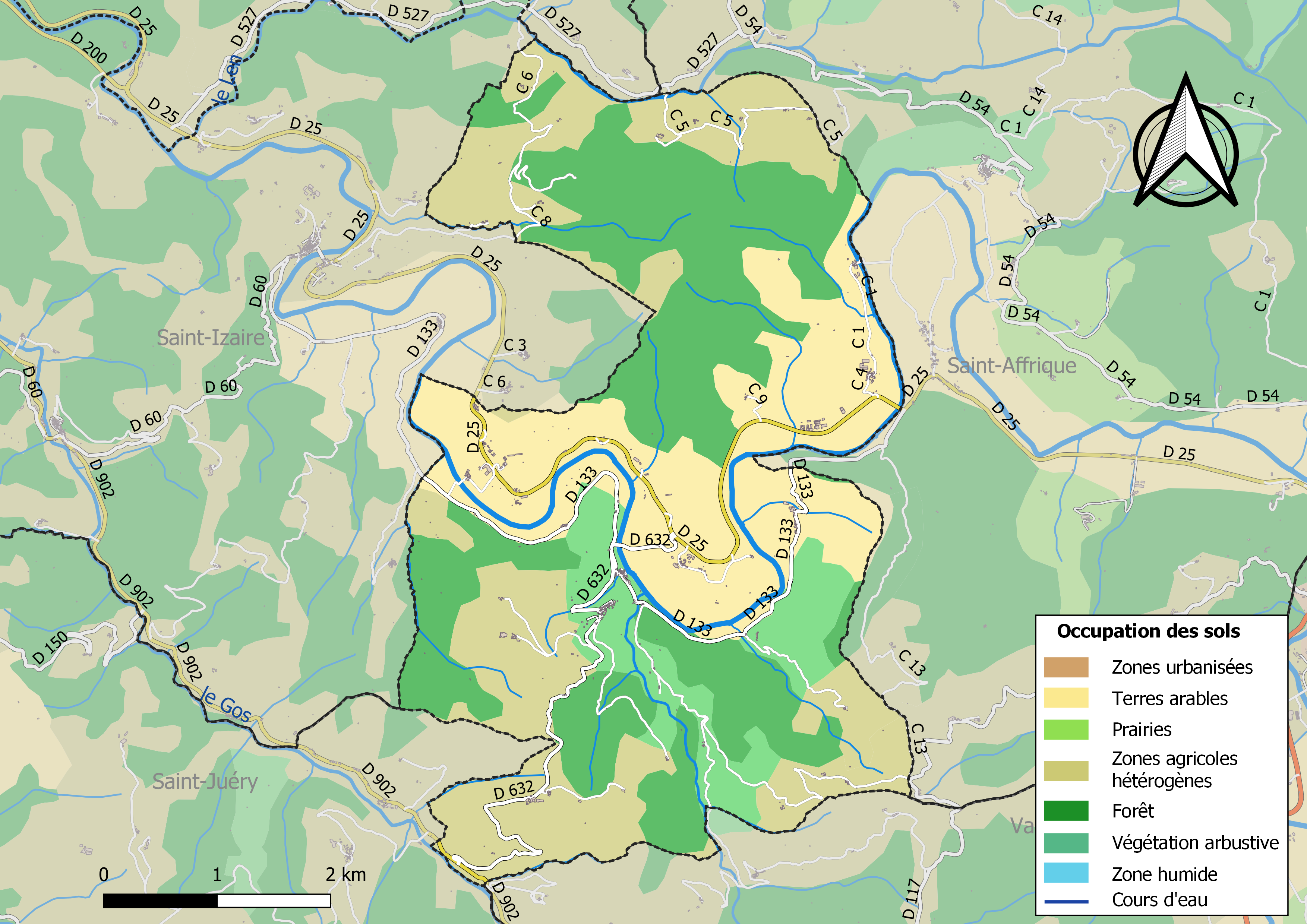
Infrastructures et occupation des sols de la commune de Calmels-et-le-Viala.

L'occupation des sols de la commune, telle qu'elle ressort de la base de données européenne d’occupation biophysique des sols Corine Land Cover (CLC), est marquée par l'importance des territoires agricoles (54,5 % en 2018), une proportion sensiblement équivalente à celle de 1990 (55,3 %). La répartition détaillée en 2018 est la suivante : 
forêts (38,8 %), terres arables (27,6 %), zones agricoles hétérogènes (26,9 %), milieux à végétation arbustive et/ou herbacée (6,7 %).

### Planification
La loi SRU du 13 décembre 2000 a incité fortement les communes à se regrouper au sein d’un établissement public, pour déterminer les partis d’aménagement de l’espace au sein d’un SCoT, un document essentiel d’orientation stratégique des politiques publiques à une grande échelle. La commune est dans le territoire du SCoT du Parc naturel régional des Grands Causses, approuvé le vendredi 7 juillet 2017 par le comité syndical et mis à l’enquête publique en décembre 2019. La structure porteuse est le Pôle d'équilibre territorial et rural du PNR des Grands Causses, qui associe huit communautés de communes, notamment la communauté de communes Saint Affricain, Roquefort, Sept Vallons, dont la commune est membre.
La commune, en 2017, avait engagé l'élaboration d'un plan local d'urbanisme.

### Risques majeurs
Le territoire de la commune de Calmels-et-le-Viala est vulnérable à différents aléas naturels : inondations, climatiques (hiver exceptionnel ou canicule), feux de forêts et séisme (sismicité très faible).
Il est également exposé à deux risques particuliers, les risques radon et minier,.

#### Risques naturels

Zones inondables de la commune de Calmels-et-le-Viala.

Certaines parties du territoire communal sont susceptibles d’être affectées par le risque d’inondation par débordement du Dourdou de Camarès. Les dernières grandes crues historiques, ayant touché plusieurs parties du département, remontent aux 3 et 4 décembre 2003 (dans les bassins du Lot, de l'Aveyron, du Viaur et du Tarn) et au 28 novembre 2014 (bassins de la Sorgues et du Dourdou). Ce risque est pris en compte dans l'aménagement du territoire de la commune par le biais du Plan de prévention du risque inondation (PPRI) du bassin du bassin de la « Sorgues et du Dourdou de Camarès aval », approuvé le 23 mai 2017.
Le Plan départemental de protection des forêts contre les incendies découpe le département de l’Aveyron en sept « bassins de risque » et définit une sensibilité des communes à l’aléa feux de forêt (de faible à très forte). La commune est classée en sensibilité forte.
Les mouvements de terrains susceptibles de se produire sur la commune sont liés à la présence de cavités souterraines localisées sur la commune,.

#### Risques particuliers
La commune est concernée par le risque minier, principalement lié à l’évolution des cavités souterraines laissées à l’abandon et sans entretien après l’exploitation des mines.
Dans plusieurs parties du territoire national, le radon, accumulé dans certains logements ou autres locaux, peut constituer une source significative d’exposition de la population aux rayonnements ionisants. Toutes les communes du département sont concernées par le risque radon à un niveau plus ou moins élevé. La commune de Calmels-et-le-Viala est classée à risque moyen à élevé.

## Histoire
- Des statues-menhirs ont été découvertes sur la commune, exposées au musée Fenaille à Rodez et au musée d'archéologie nationale de Saint-Germain-en-Laye.
- Des mines de cuivre y furent exploitées dans l'Antiquité.
- Au Moyen Âge, l'église dépendait de l'évêché de Vabres.
- Dans les premières années de la Révolution française, la commune du Viala fusionne avec celle de Calmels qui prend le nom actuel[39].

## Politique et administration

### Rattachements administratifs et électoraux
La commune est rattachée électoralement au canton de Saint-Affrique.

### Liste des maires

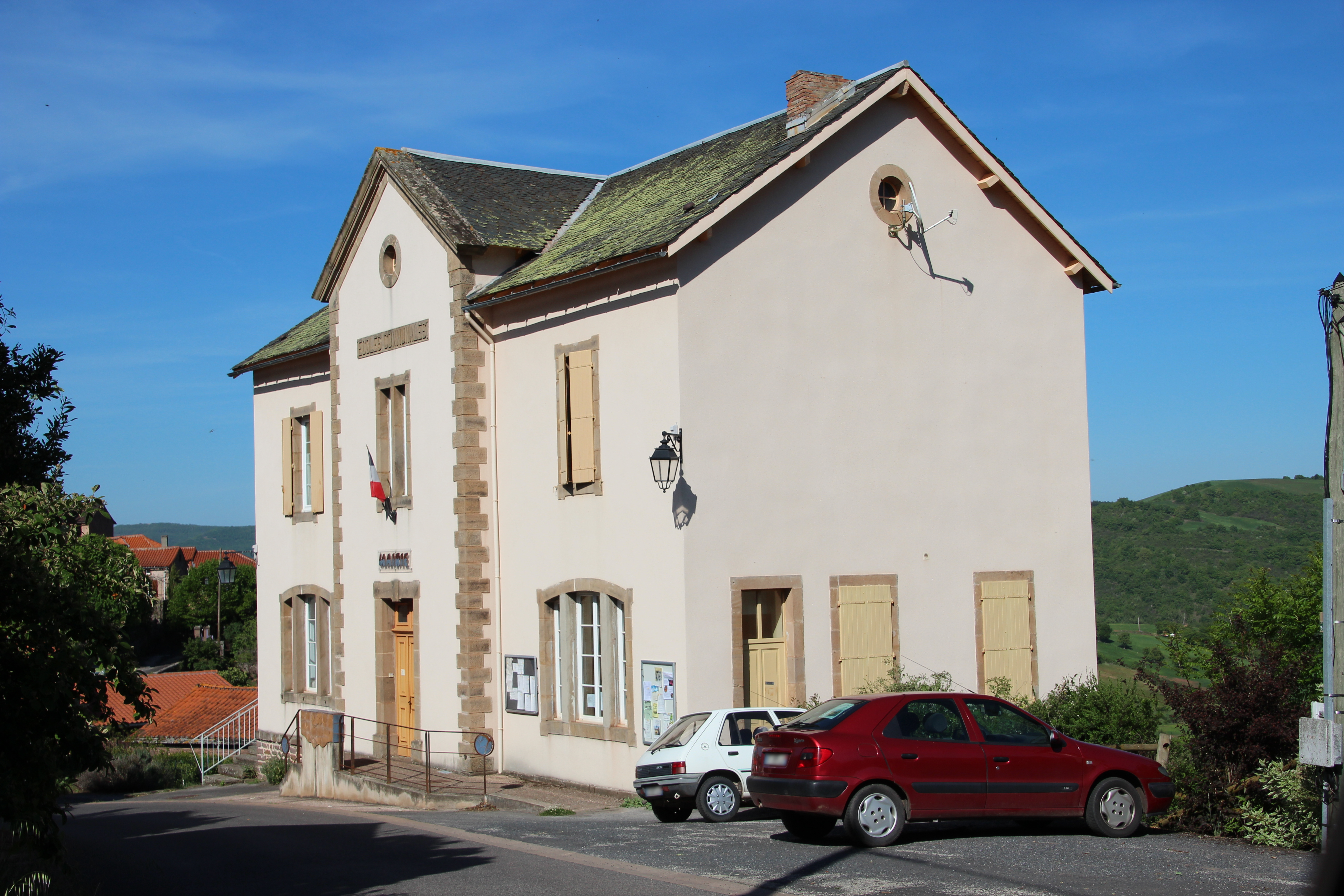
La mairie en 2014.

| Période                                  | Période  | Identité             | Étiquette | Qualité        |
| ---------------------------------------- | -------- | -------------------- | --------- | -------------- |
| Les données manquantes sont à compléter. |          |                      |           |                |
|                                          |          |                      |           |                |
| 1989                                     | 2008     | Louis Gavalda        |           |                |
| mars 2008 (réélue en mai 2020)           | En cours | Anne-Marie Constans, | DVD       | Ancienne cadre |

## Démographie
L'évolution du nombre d'habitants est connue à travers les recensements de la population effectués dans la commune depuis 1793. Pour les communes de moins de 10 000 habitants, une enquête de recensement portant sur toute la population est réalisée tous les cinq ans, les populations de référence des années intermédiaires étant quant à elles estimées par interpolation ou extrapolation. Pour la commune, le premier recensement exhaustif entrant dans le cadre du nouveau dispositif a été réalisé en 2006.

En 2022, la commune comptait 186 habitants, en évolution de −11,43 % par rapport à 2016 (Aveyron : +0,37 %, France hors Mayotte : +2,11 %).
| 1793 | 1800 | 1841 | 1846 | 1851 | 1856 | 1861 | 1866 | 1872 |
| ---- | ---- | ---- | ---- | ---- | ---- | ---- | ---- | ---- |
| 460  | 374  | 459  | 493  | 514  | 566  | 561  | 556  | 618  |

| 1876 | 1881 | 1886 | 1891 | 1896 | 1901 | 1906 | 1911 | 1921 |
| ---- | ---- | ---- | ---- | ---- | ---- | ---- | ---- | ---- |
| 660  | 652  | 664  | 610  | 545  | 564  | 820  | 583  | 521  |

| 1926 | 1931 | 1936 | 1946 | 1954 | 1962 | 1968 | 1975 | 1982 |
| ---- | ---- | ---- | ---- | ---- | ---- | ---- | ---- | ---- |
| 523  | 506  | 420  | 413  | 361  | 339  | 303  | 239  | 211  |

| 1990 | 1999 | 2006 | 2011 | 2016 | 2021 | 2022 | - | - |
| ---- | ---- | ---- | ---- | ---- | ---- | ---- | - | - |
| 214  | 207  | 236  | 228  | 210  | 194  | 186  | - | - |

## Économie

### Revenus
En 2018  (données Insee publiées en septembre 2021), la commune compte 86 ménages fiscaux, regroupant 200 personnes. La médiane du revenu disponible par unité de consommation est de 19 130 € (20 640 € dans le département).

### Emploi
| Division       | 2008  | 2013  | 2018   |
| -------------- | ----- | ----- | ------ |
| Commune        | 4,9 % | 6,3 % | 10,4 % |
| Département    | 5,4 % | 7,1 % | 7,1 %  |
| France entière | 8,3 % | 10 %  | 10 %   |

En 2018, la population âgée de 15 à 64 ans s'élève à 133 personnes, parmi lesquelles on compte 72,4 % d'actifs (61,9 % ayant un emploi et 10,4 % de chômeurs) et 27,6 % d'inactifs,. En  2018, le taux de chômage communal (au sens du recensement) des 15-64 ans est supérieur à celui du département et de la France, alors qu'en 2008 la situation était inverse.
La commune fait partie de la couronne de l'aire d'attraction de Saint-Affrique, du fait qu'au moins 15 % des actifs travaillent dans le pôle,. Elle compte 53 emplois en 2018, contre 48 en 2013 et 44 en 2008. Le nombre d'actifs ayant un emploi résidant dans la commune est de 83, soit un indicateur de concentration d'emploi de 63,4 % et un taux d'activité parmi les 15 ans ou plus de 53,6 %.
Sur ces 83 actifs de 15 ans ou plus ayant un emploi, 36 travaillent dans la commune, soit 43 % des habitants. Pour se rendre au travail, 67,9 % des habitants utilisent un véhicule personnel ou de fonction à quatre roues, 19 % s'y rendent en deux-roues, à vélo ou à pied et 13,1 % n'ont pas besoin de transport (travail au domicile).

### Activités hors agriculture
13 établissements sont implantés  à Calmels-et-le-Viala au 31 décembre 2019.
Le secteur des autres activités de services est prépondérant sur la commune puisqu'il représente 23,1 % du nombre total d'établissements de la commune (3 sur les 13 entreprises implantées  à Calmels-et-le-Viala), contre 7,8 % au niveau départemental.

### Agriculture
La commune est dans les Monts de Lacaune, une petite région agricole occupant le sud du département de l'Aveyron. En 2020, l'orientation technico-économique de l'agriculture  sur la commune est l'élevage d'ovins ou de caprins.
|               | 1988  | 2000  | 2010  | 2020  |
| ------------- | ----- | ----- | ----- | ----- |
| Exploitations | 28    | 22    | 16    | 17    |
| SAU (ha)      | 1 096 | 1 165 | 1 169 | 1 257 |

Le nombre d'exploitations agricoles en activité et ayant leur siège dans la commune est passé de 28 lors du recensement agricole de 1988  à 22 en 2000 puis à 16 en 2010 et enfin à 17 en 2020, soit une baisse de 39 % en 32 ans. Le même mouvement est observé à l'échelle du département qui a perdu pendant cette période 51 % de ses exploitations,. La surface agricole utilisée sur la commune a quant à elle augmenté, passant de 1 096 ha en 1988 à 1 257 ha en 2020. Parallèlement la surface agricole utilisée moyenne par exploitation a augmenté, passant de 39 à 74 ha.

## Culture locale et patrimoine

### Lieux et monuments
- Chapelle Notre-Dame de Calmels.
- Église Saint-Jean-Baptiste du Viala-du-Dourdou. Sa cloche, datée de 1660, est classée au titre des monuments historiques depuis 1944[49].

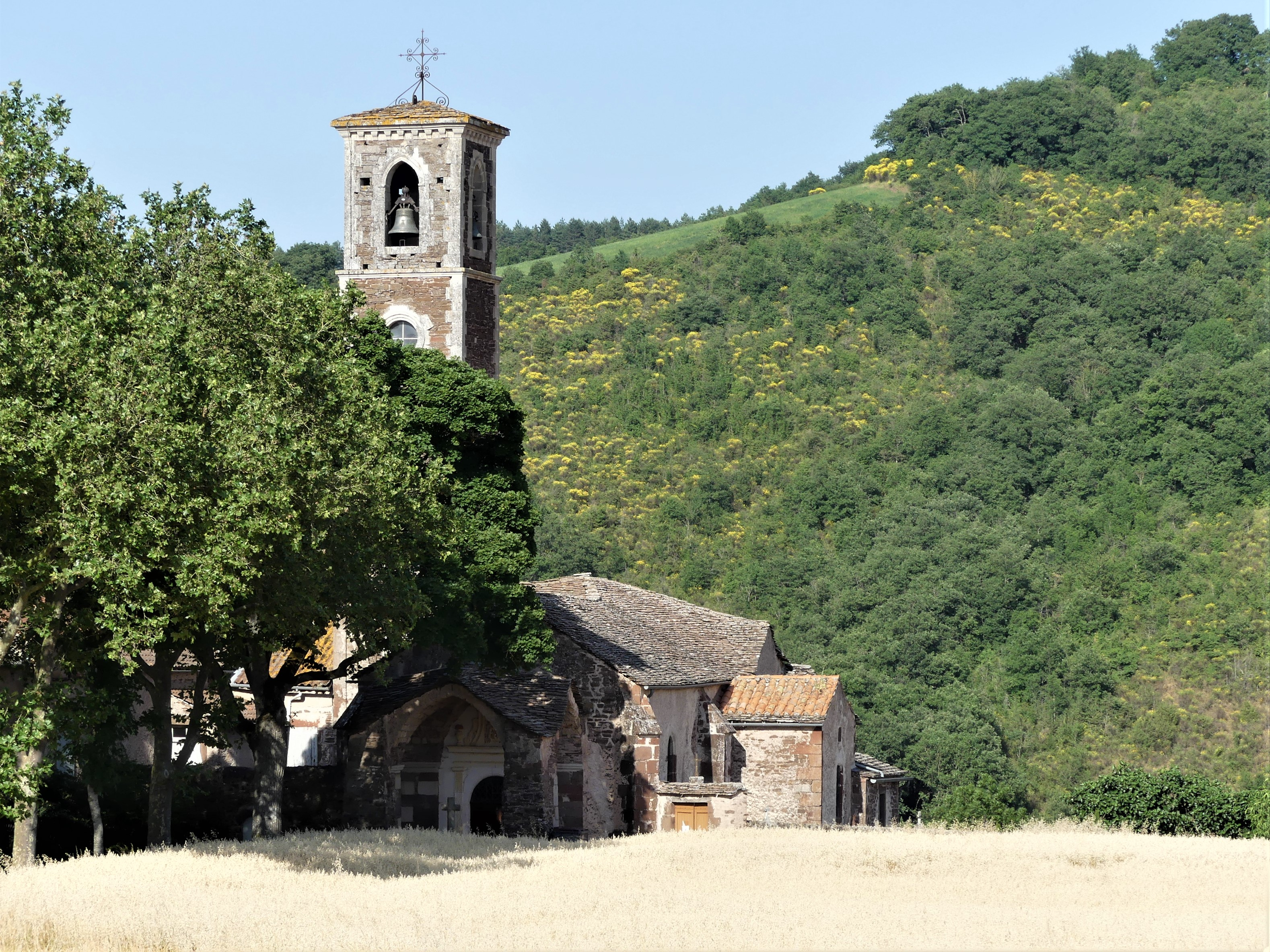
L'église (ou chapelle) de Calmels.
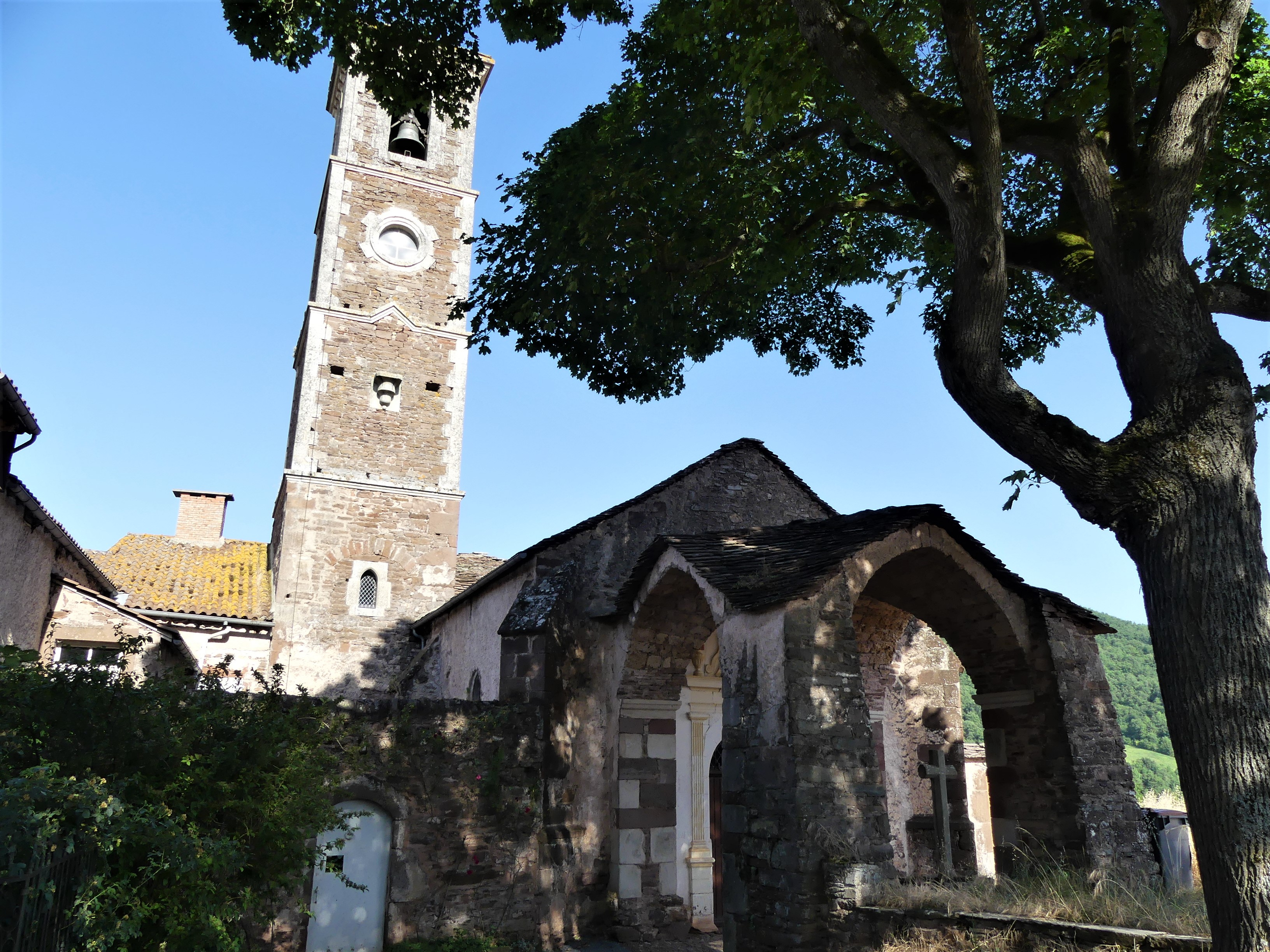
Son porche.
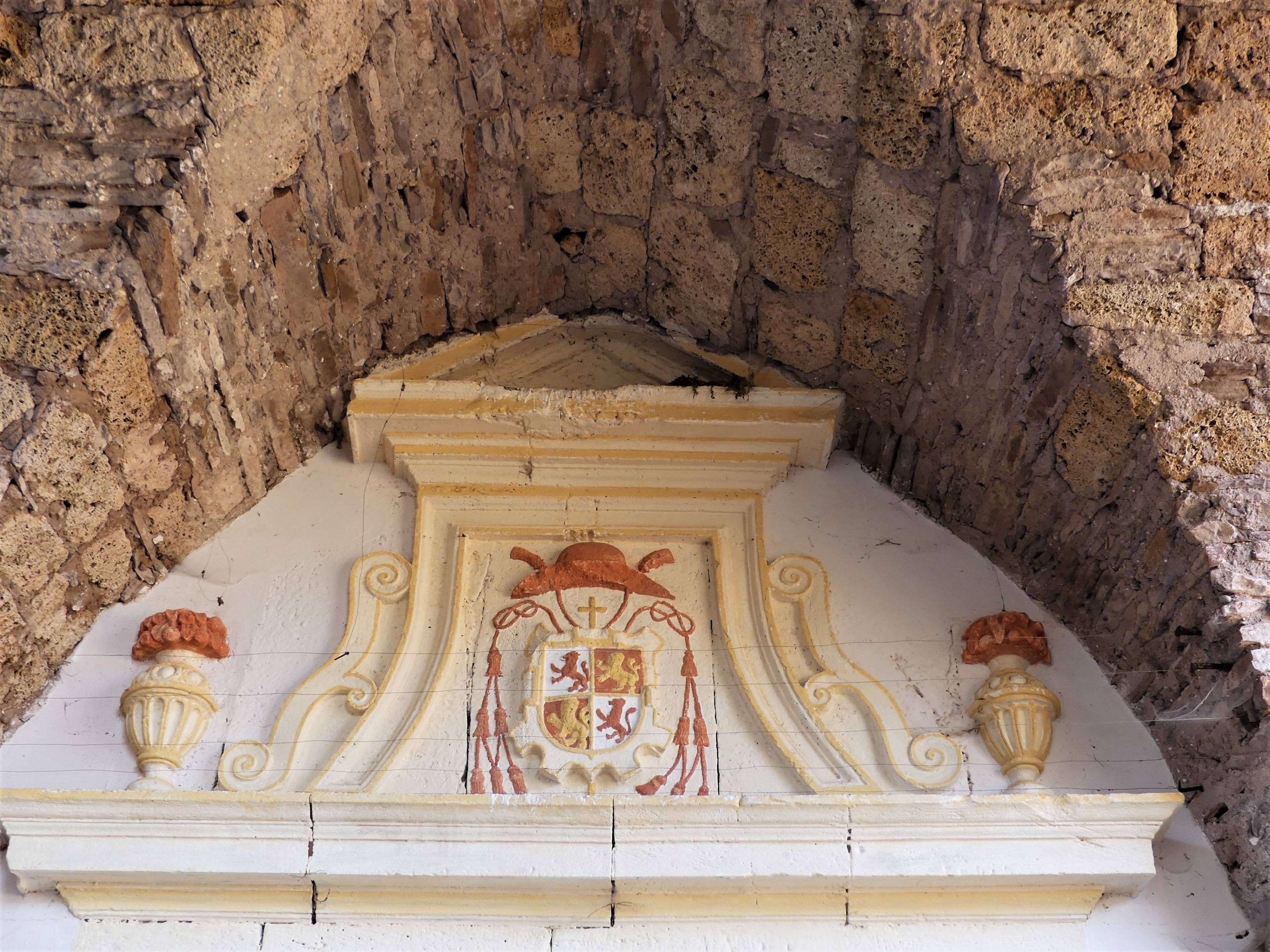
Le tympan de son portail.
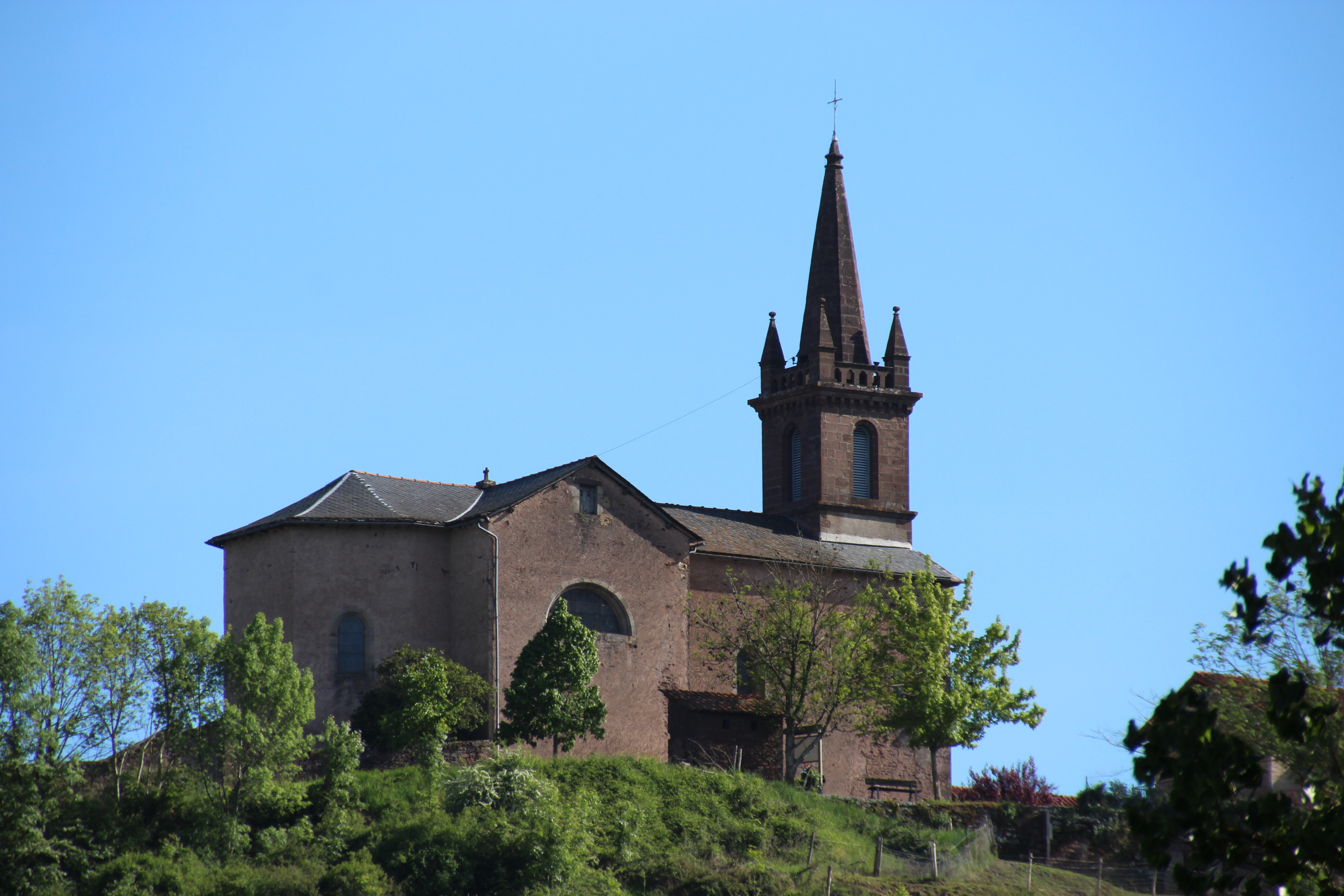
L'église du Viala-du-Dourdou.
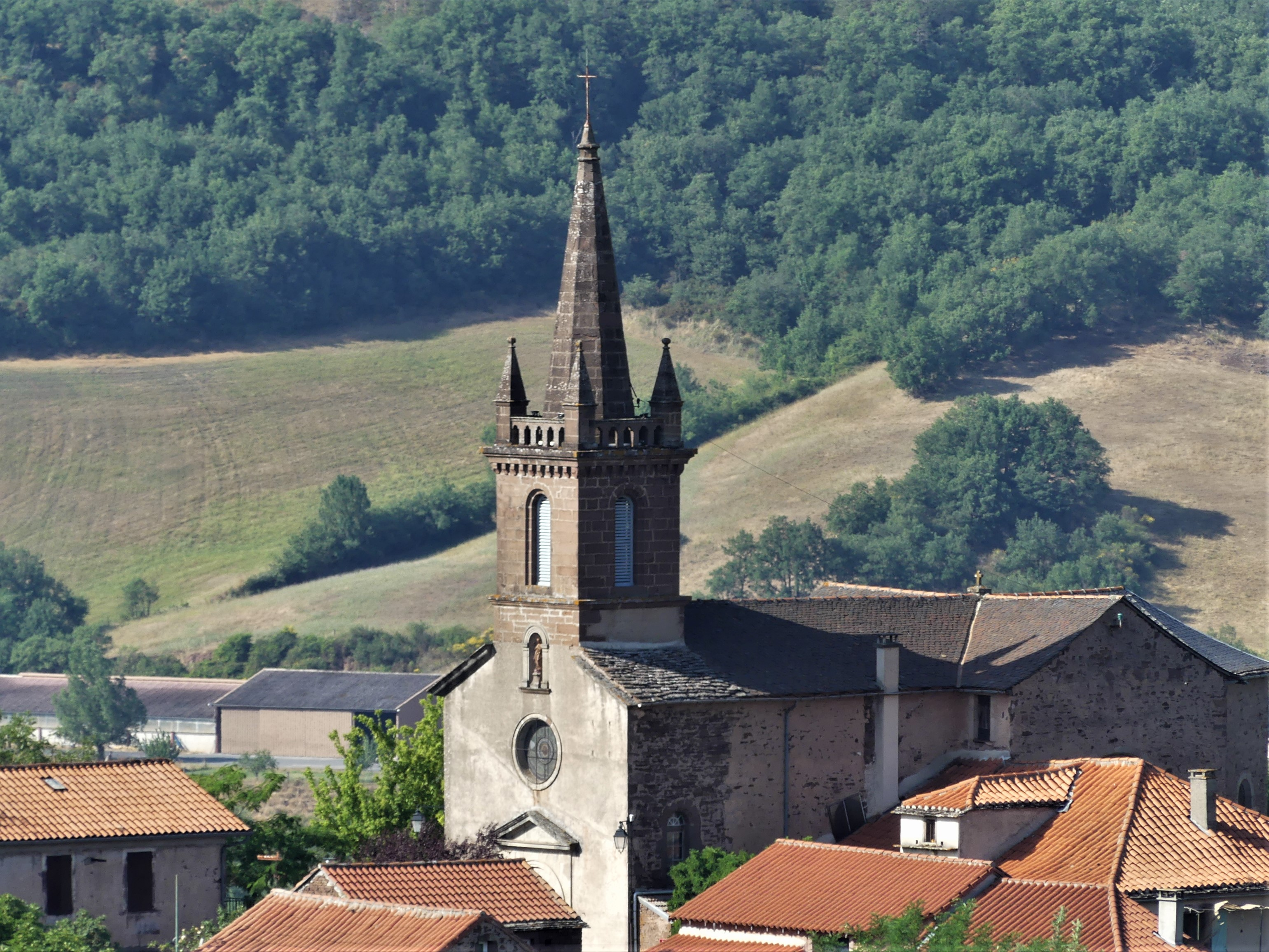
Idem.
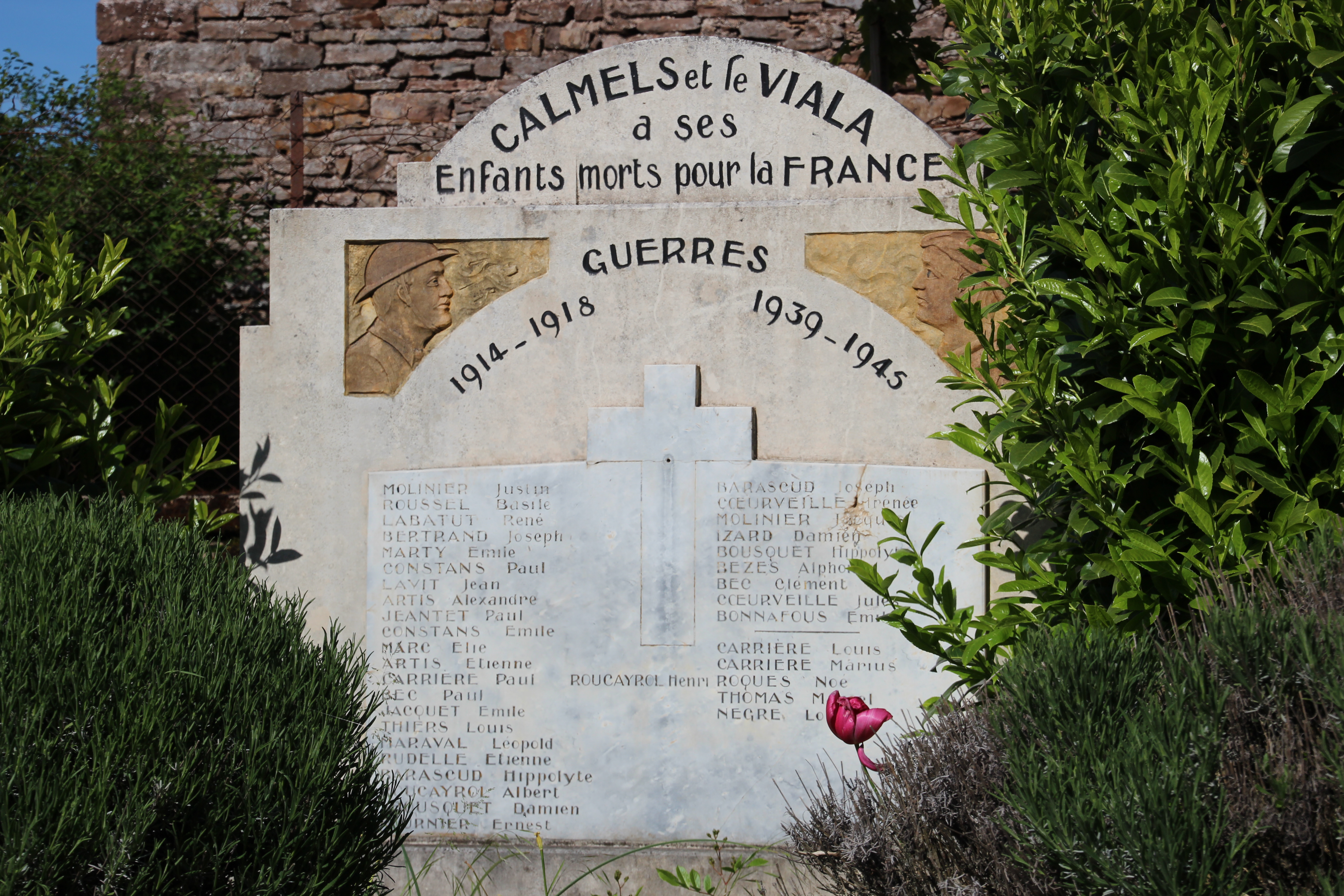
Le monument aux morts.

### Personnalités liées à la commune
- Frédéric Hermet (1856-1939), né au Mas Capelier (commune de Calmels-et-le-Viala), archéologue et ecclésiastique connu sous le nom de l'abbé Hermet. Il a été le premier à s'intéresser aux statues-menhirs du Rouergue. Il consacrera une grande partie de son existence à l'étude des céramiques produites sur le site gallo-romain de la Graufesenque.

### Héraldique
Pour un article plus général, voir Armorial des communes de l'Aveyron.
| Blason de Calmels-et-le-Viala | Blason  | Tiercé en pairle renversé : au 1) de gueules à deux églises d'or ouvertes et ajourées de sable ; au 2) de sinople à une brebis paissant d'argent ; au 3) d'argent à trois fasces ondées d'azur et à un menhir (du lieu) d'or brochant. |
| Blason de Calmels-et-le-Viala | Détails | Auteur J-F Binon. Présent sur le site. |